# Rissoella contrerasi
Rissoella contrerasi is een slakkensoort uit de familie van de Rissoellidae. De wetenschappelijke naam van de soort is voor het eerst geldig gepubliceerd in 2004 door Rolán & Hernández.